# Кубок чемпионов ФИБА 1963/1964
Кубок чемпионов 1964 — седьмой розыгрыш сильнейшего баскетбольного турнира среди мужских команд, в котором приняло участие 23 коллектива, хотя фактически их было 22, так как действующий чемпион ЦСКА отказался ехать в Белград на игру с ОКК по политическим соображениям. Впервые победу в турнире одержала команда не из СССР, триумфатором стал Реал (Мадрид).

## Квалификационный раунд
| Команда #1                 | Разница   | Команда #2            | 1 игра | 2 игра |
| -------------------------- | --------- | --------------------- | ------ | ------ |
| Гандельсминистериум (Вена) | 133 — 184 | Спартак (Брно)        | 71-105 | 62-79  |
| АЕК (Афины)                | 141 — 154 | Галатасарай (Стамбул) | 73-66  | 68-88  |
| СМБ Лозанна                | 119 — 161 | Хеми (Галле)          | 59-72  | 60-89  |
| Алвик (Стокгольм)          | 147 — 173 | Легия (Варшава)       | 80-98  | 67-75  |
| Селтик (Белфаст)           | 119 — 209 | Реал (Мадрид)         | 73-102 | 46-107 |
| Этцелла (Эттельбрук)       | 114 — 145 | Университе (Париж)    | 57-73  | 57-72  |
| Академик (София)           | 141 — 149 | ОКК (Белград)         | 61-68  | 80-81  |
| Альянс (Касабланка)        | 116 — 177 | БК Антверпен          | 54-73  | 62-104 |

## 1/8 финала
Первые матчи состоялись с 19 по 21 декабря 1963 года, ответные – с 5 по 23 января 1964 года
| Команда #1               | Разница     | Команда #2                 | 1 игра | 2 игра |
| ------------------------ | ----------- | -------------------------- | ------ | ------ |
| Киса Товерит (Хельсинки) | 139 — 129   | Хеми (Галле)               | 75-64  | 64-65  |
| БК Антверпен             | 170 — 180   | Олимпия Симменталь (Милан) | 84-90  | 86-90  |
| Галатасарай (Стамбул)    | 131—131*    | Стяуа (Бухарест)           | 69-51  | 62-80  |
| Бенфика (Лиссабон)       | **          | Легия (Варшава)            |        |        |
| Алемания (Ахен)          | 112 — 208   | Реал (Мадрид)              | 69-93  | 43-115 |
| ОКК (Белград)            | 105 — 63*** | Университе (Париж)         |        | 105-63 |
| Маккаби (Тель-Авив)      | 111 — 154   | Спартак (Брно)             | 60-58  | 51-96  |

```
* Стяуа выиграл дополнительный матч в Бухаресте со счётом 57-56.
** Бенфика отказалась ехать в Польшу.
*** Первый матч, назначенный на 24 декабря в Белграде, не состоялся, так как французская команда не смогла вовремя прибыть в Белград из-за сильной непогоды. ФИБА принял решение провести эту серию

из одного матча в Париже.
```

## 1/4 финала
Первые матчи состоялись с 6 по 12 февраля, ответные – с 19 по 23 февраля 1964 года
| Команда #1                 | Разница   | Команда #2               | 1 игра | 2 игра |
| -------------------------- | --------- | ------------------------ | ------ | ------ |
| Стяуа (Бухарест)           | 169 — 196 | Спартак (Брно)           | 94-92  | 75-104 |
| Олимпия Симменталь (Милан) | 186 — 167 | Киса Товерит (Хельсинки) | 99-70  | 87-97  |
| Легия (Варшава)            | 176 — 194 | Реал (Мадрид)            | 90-102 | 86-92  |
| ОКК (Белград)              | *         | ЦСКА (Москва)            |        |        |

```
*  
ЦСКА
 отказался ехать в 
Белград
```

## Полуфиналы
Первые матчи состоялись 11 и 12 марта, ответные – 25 марта и 1 апреля 1964 года
| Команда #1                 | Разница   | Команда #2     | 1 игра | 2 игра |
| -------------------------- | --------- | -------------- | ------ | ------ |
| ОКК (Белград)              | 178 — 179 | Спартак (Брно) | 103-94 | 75-85  |
| Олимпия Симменталь (Милан) | 160 — 178 | Реал (Мадрид)  | 82-77  | 78-101 |

## Финал
Первый матч состоялся 27 апреля, ответный – 10 мая 1964 года
| Команда #1     | Разница   | Команда #2    | 1 игра | 2 игра |
| -------------- | --------- | ------------- | ------ | ------ |
| Спартак (Брно) | 174 — 183 | Реал (Мадрид) | 110-99 | 64-84  |

| Победитель Кубка чемпионов 1964 |
| ------------------------------- |
| Реал Мадрид 1-й титул           |